# Nioumamilima
Nioumamilima är en ort i Komorerna.   Den ligger i distriktet Grande Comore, i den västra delen av landet, 26 km sydost om huvudstaden Moroni. Nioumamilima ligger 766 meter över havet och antalet invånare är 1 068. Den ligger på ön Grande Comore.
Terrängen runt Nioumamilima är kuperad åt sydost, men åt nordväst är den bergig. Havet är nära Nioumamilima åt nordost.  Närmaste större samhälle är Dembéni, 5,0 km sydväst om Nioumamilima. 